# Joseph Stanton
Joseph Stanton (* 19. Juli 1739 in Charlestown, Colony of Rhode Island and Providence Plantations; † 1807 ebenda) war ein britisch-amerikanischer Politiker, der den Bundesstaat Rhode Island in beiden Kammern des US-Kongresses vertrat.

## Leben
Stanton kämpfte als junger Mann auf britischer Seite im Siebenjährigen Krieg in Kanada. Seine politische Laufbahn begann er als Abgeordneter des kolonialen Parlaments von Rhode Island zwischen 1768 und 1774.
Während des Unabhängigkeitskrieges bekleidete er den Rang eines Colonel in der Miliz von Rhode Island; nach dem Krieg brachte er es in der Staatsmiliz bis zum General. Nachdem er 1790 am Verfassungskonvent von Rhode Island teilgenommen hatte, war er ab dem 7. Juni desselben Jahres einer der beiden ersten US-Senatoren des Staates; den zweiten Senatssitz nahm Theodore Foster ein.
Stanton verblieb bis zum 3. März 1793 im Senat. Parteien im heutigen Sinn gab es zu diesem Zeitpunkt noch nicht; er zählte zur Anti-Administration-Fraktion, die der Regierung unter George Washington kritisch gegenüberstand. Am 4. März 1801 kehrte er als Abgeordneter der Demokratisch-Republikanischen Partei im Repräsentantenhaus in den Kongress zurück, aus dem er nach sechs Jahren am 3. März 1807 ausschied. Später in diesem Jahr starb er in seiner Heimatstadt Charlestown.